# SER Curiosos
SER Curiosos, A Buenas Horas desde el verano de 2008, es un programa radiofónico de la Cadena Ser, que se emite a nivel nacional los sábados de cinco a seis de la mañana. 
El creador del programa Alberto Granados y productor de Milenio 3, dirigió y presentó el magacín desde 2001 hasta diciembre de 2007. Desde enero de 2008 el programa está dirigido y presentado por Puri Beltrán.
En diciembre de 2005 el programa firmó un acuerdo de colaboración con el Consejo Superior de Investigaciones Científicas (CSIC) para dar voz a los investigadores españoles.

## 2001-2007
Alberto Granados simultaneó la dirección y presentación de Ser Curiosos y Gran Vía (programa en desconexión local de los sábados y domingos de 12 a 14 horas en Radio Madrid), momento en que por falta de tiempo (también era productor de Milenio 3 y redactor de Cuarto Milenio) decidió, de acuerdo con la dirección de la Cadena SER, centrarse únicamente en el magacín local madrileño.
El magacín tuvo como colaboradores habituales a: Fernando Berlín (director de Radiocable.com encargado de la parte de futuro y nuevas tecnologías), a Santiago Camacho (autor de varios libros sobre curiosidades en general y conspiraciones), a José Pedro García (Coaching) encargado de la parte de crecimiento personal, y a Javier Gregori (periodista de la Cadena Ser) para los temas científicos.

## 2008-
Aprovechando que en enero de 2008 también se iba a proceder a otros cambios en la dirección-presentación de Hora 25 (Àngels Barceló por Carlos Llamas) y A vivir que son dos días (Montserrat Domínguez por Àngels Barceló), también se produjo el relevo en la conducción de SER Curiosos, que fue asumida por Puri Beltrán (redactora del magacín A vivir que son dos días).
Durante la temporada 2007/2008 el magacín de divulgación mantuvo el horario (sábados de 4 a 6 horas) y duración (120 minutos) de la temporada anterior; sin embargo, desde la temporada 2008/2009 pierde una hora de duración y empieza una hora más tarde (sábados de 5 a 6 horas), y también se cambió su denominación por A Buenas Horas.
El magacín tiene como colaboradores habituales a: Miguel Ángel Ariza (historia de la música rock), Ignacio Armada (historia del cine), Carlos Blanco (historia de la comunidad científica), Víctor Ibáñez (historia de las celebridades noctámbulas) y Miguel López (CSIC y avances científicos).
- Datos: Q6116164